# Ole Ellefsæter
Ole Martin Ellefsæter (Furnes, 15 febbraio 1939 – Ringsaker, 18 ottobre 2022) è stato un fondista e cantante norvegese.

## Biografia
Conquistò due medaglie d'oro ai giochi olimpici invernali in tre partecipazioni (1964, 1968 e 1972).
Intraprese la carriera di cantante nel 1966, due anni prima di lasciare l'agonismo, lanciando il singolo Huldreslåtten. La sua hit del 1968, Alle kluter til, fu da lui dedicata alla nazionale sportiva norvegese. Ebbe spesso modo di collaborare con Guttorm P. Haugen.

## Vita privata
Era sposato ed ebbe tre figli.

## Palmarès
Olimpiadi
- 2 medaglie:
  - 2 ori (50 km a Grenoble 1968, staffetta 4x10 km a Grenoble 1968)

Mondiali
- 2 medaglie:
  - 1 oro (staffetta 4x10 km a Oslo 1966)
  - 1 argento (15 km a Oslo 1966)